# Dekanat Ostrołęka – św. Antoniego
Dekanat Ostrołęka – św. Antoniego – jeden z 24 dekanatów rzymskokatolickich należących do diecezji łomżyńskiej.

## Parafie
W skład dekanatu wchodzi 5 parafii:
- parafia pw. Najświętszej Maryi Panny Królowej Rodzin w Ostrołęce.
  - Kościół parafialny – pw. Najświętszej Maryi Panny Królowej Rodzin
- parafia pw. św. Antoniego Padewskiego w Ostrołęce.
  - Kościół parafialny – pw. św. Antoniego
- parafia pw. św. Franciszka z Asyżu w Ostrołęce. 
  - Kościół parafialny – pw. św. Franciszka z Asyżu
- parafia pw. św. Wojciecha Biskupa i Męczennika w Ostrołęce.
  - Kościół parafialny – pw. św. Wojciecha
- parafia pw. Zbawiciela Świata w Ostrołęce.
  - Kościół parafialny – pw. Zbawiciela Świata.

## Władze dekanatu
Władze dekanatu stanowią;
- Dziekan: ks. kan mgr Zdzisław Grzegorczyk
- Wicedziekan: ks. kan Jan Świerad
- Ojciec Duchowny: ks. mgr Marcin Walicki, SAC.

## Historia
Dekanat Ostrołęka – św. Antoniego powstał z podziału dekanatów; Ostrołęka – Nawiedzenia NMP oraz Rzekuń

## Sąsiednie dekanaty
Ostrołęka – Nawiedzenia NMP, Różan, Rzekuń